# Violent Silence
'Violent Silence är ett experimentellt rockband från Uppsala, som grundats under sent 1990-tal av kompositören och bandledaren Johan Hedman (trummor)/(keyboards). Efter några års tystnad tillkännagavs att ett nytt album, Twilight Furies, släpps i november 2020.

## Forna medlemmar
- Hannes Ljunghall (keyboard) 2001-2006
- Phillip Bastin (Elbas) 2001-2006
- Bruno Edling (sång) 2001-2006
- Björn Westén (keyboard) 2004-2006
- Anders Lindskog (bas) 2013
- Martin Ahlquist (sång) 2012-2014

## Diskografi
Studioalbum
- 2003 – Violent Silence
- 2005 – Kinetic[1]
- 2013 – A Broken Truce[2]
- 2020 - Twilight Furies[3]

Bandets lite ovanliga sättning och det väldigt speciella soundet med inslag av så vitt skilda genrer som krautrock, thrash metal, electronica, funk, progressiv rock och fusion har gett bandet en publik över hela världen. Efter några års tystnad annonserades det att  albumet Twilight Furies skulle släppas i november 2020.